# Xarxa japonesa

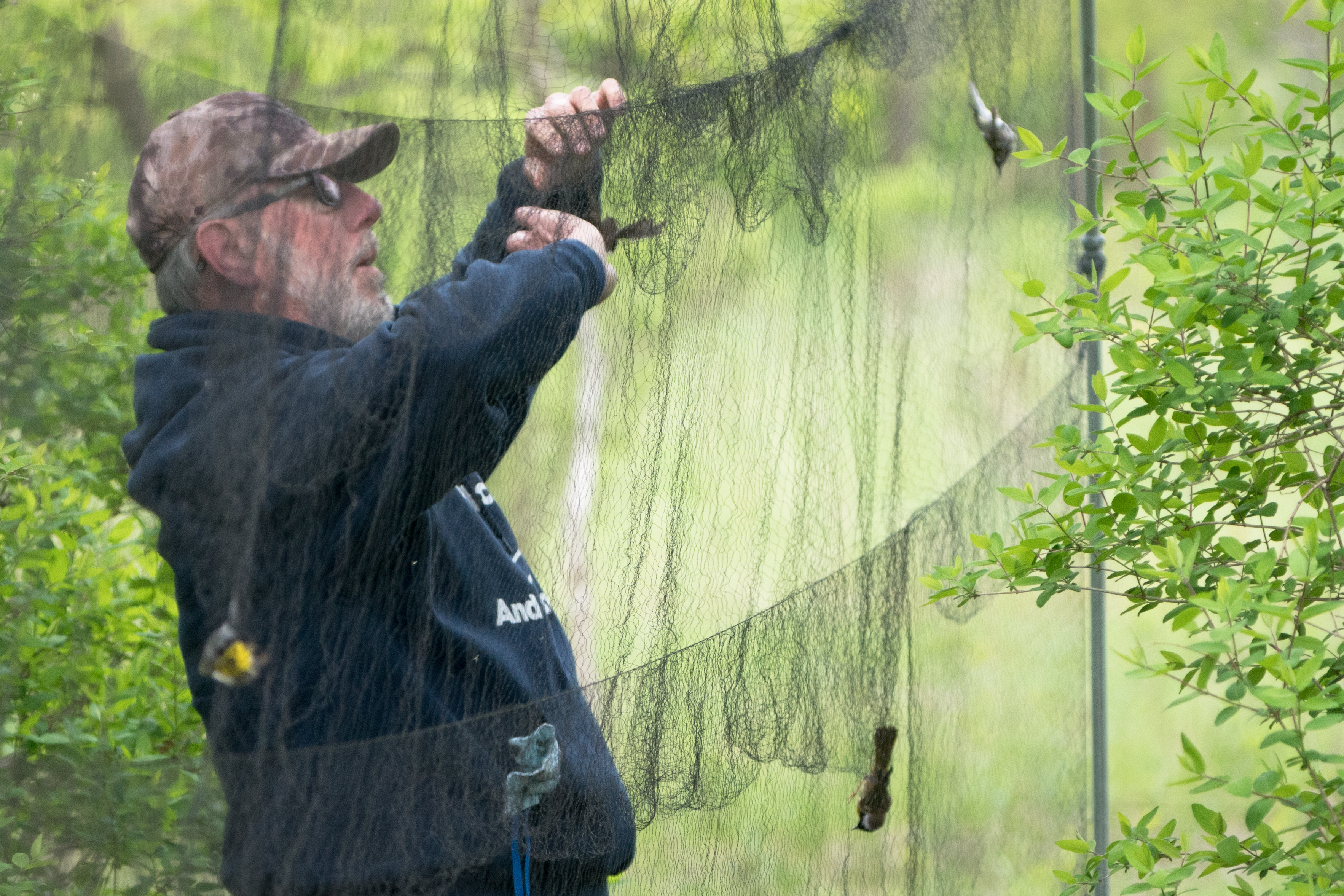
Un investigador treu un ocell d'una xarxa japonesa.

Les xarxes japoneses les fan servir ornitòlegs, quiropteròlegs i també caçadors furtius per capturar ocells i ratpenats salvatges per l'anellatge d'ocells o altres projectes de recerca. Les xarxes japoneses solen estar fetes de malla de niló o polièster suspeses entre dos pals, semblant a una xarxa de voleibol. Quan es despleguen correctament en l'hàbitat adequat, són pràcticament invisibles. Les xarxes japoneses tenen com prestatges creats per línies enfilades horitzontalment que formen una butxaca solta i ample. Quan un ocell o ratpenat colpeja la xarxa, cau en aquesta butxaca, on s'hi embolica.
La mida de la malla de la xarxa varia segons la mida de l'espècie objectiu per a la captura. Les mides de malla es poden mesurar al llarg d'un costat de la vora d'un sol quadrat de malla, o al llarg de la diagonal d'aquest quadrat. Les mesures que es donen aquí són al llarg de la diagonal. Els petits passeriformes normalment es capturen amb una malla de 30 a 38 mm, mentre que els ocells més grossos, com els falcons i els ànecs, es capturen amb mides de malla d'aproximadament 127 mm. Les dimensions netes poden variar molt segons l'ús proposat. L'alçada neta sol ser d'1,2 a 2,6 m. L'amplada de la xarxa pot variar de 3 a 18 m, encara que també es poden utilitzar xarxes més llargues. Una dho-gazza és un tipus de xarxa japonesa que es pot utilitzar per a ocells més grossos, com ara rapinyaires. Aquesta xarxa no té prestatges.
La compra i l'ús de xarxes japoneses requereix de permís, que varia segons les regulacions de vida salvatge de cada país o estat. L'ús de xarxes japoneses requereix habilitat per aconseguir una col·locació òptima, evitar l'embolic de la xarxa amb la vegetació i un emmagatzematge adequat. La manipulació d'ocells i ratpenats requereix un ampli entrenament per evitar lesions als animals capturats. Manipular ratpenats pot ser especialment difícil, ja que els ratpenats es capturen de nit i poden mossegar. El 2011 un estudi va certificar que les xarxes japoneses provocaven baixes taxes de lesions als ocells alhora que proporcionaven un alt valor científic.

## Ús de xarxes japoneses

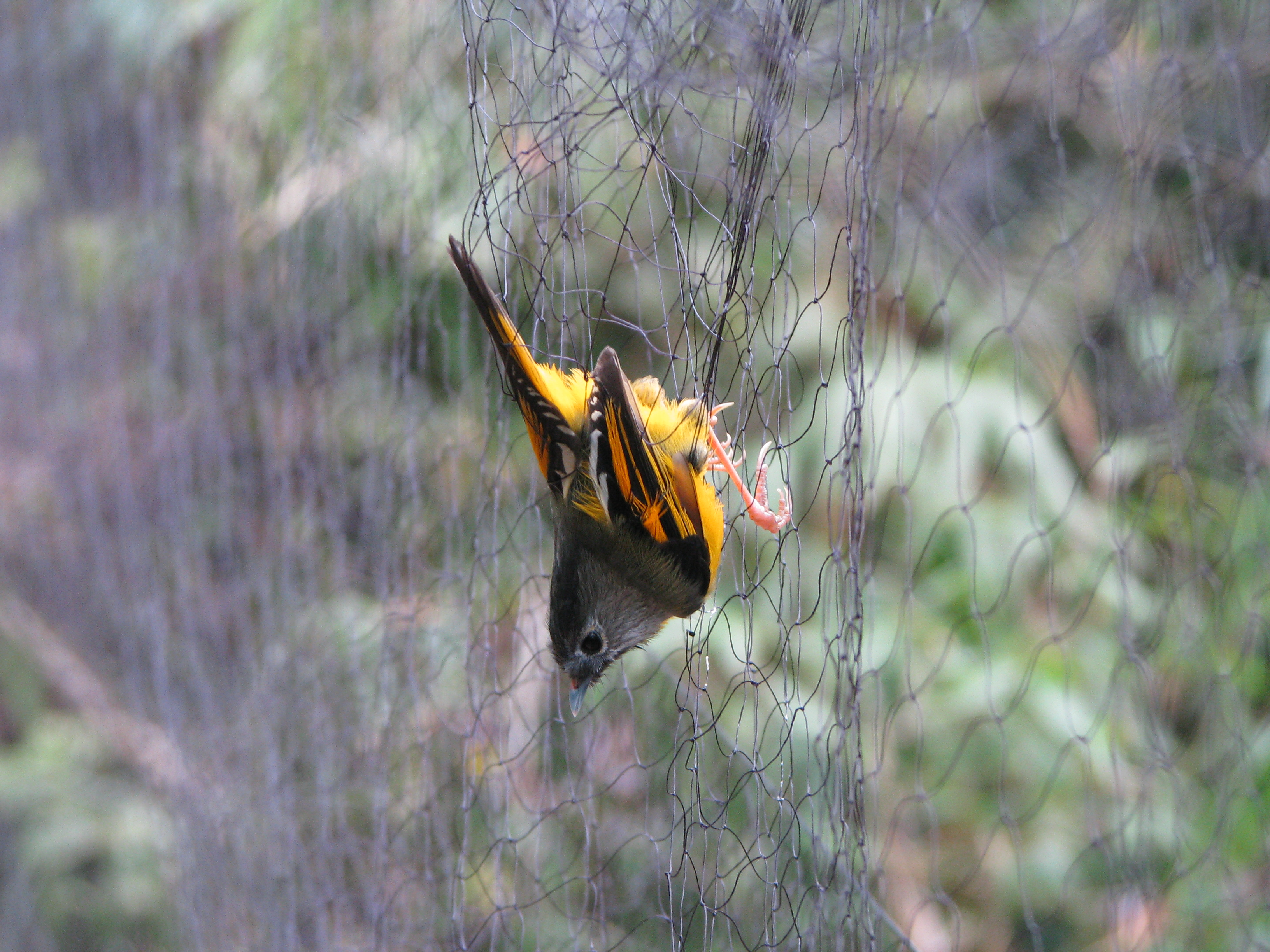
Una fulveta daurada (Lioparus chrysotis) capturada en una xarxa japonesa.

Des de fa gairebé 300 anys que els caçadors japonesos utilitzen aquest tipus de xarxes per capturar ocells. Als Estats Units d'Amèrica van ser introduïdes per primera vegada per a us en l'ornitologia per Oliver L. Austin el 1947.
La xarxa japonesa és una eina popular i important per controlar dades com la diversitat d'espècies, l'abundància relativa, la mida de la població i la demografia. Hi ha dues maneres en què s'utilitzen principalment les xarxes japoneses: amb l'objectiu de capturar espècies o individus específics i amb l'objectiu de capturar tots els ocells dins d'una àrea determinada. La xarxa especialitzada s'utilitza normalment per a estudis científics que examinen una sola espècie. Les xarxes desplegades d'aquesta manera sovint s'utilitzen amb la reproducció del cant o reclam de l'espècie a estudiar, o un model d'aquesta espècie col·locat a prop de la xarxa per atraure els individus objectiu.
La xarxa desplegada per un abast indiscriminat de captura d'ocells, és més adequada per examinar les espècies que es troben dins d'un hàbitat específic. Normalment, aquestes estacions recullen un conjunt de mesures estàndard de cada individu, com ara la massa, la corda màxima (o corda de l'ala) , l'estat de reproducció, l'índex de greix corporal, el sexe, l'edat i l'estat de muda.
Tot i que la instal·lació de xarxes japoneses requereix molt de temps i una certificació, hi ha certs avantatges en comparació amb les tècniques de monitorització visual i auditiva, com ara el mostreig d'espècies que es poden detectar erròniament d'altres maneres. També permet una estandardització fàcil, un examen pràctic i redueix la identificació errònia de les espècies. Com que permeten als científics examinar les espècies de ben a prop, les xarxes japoneses s'utilitzen sovint en estudis de marca-recaptura durant períodes prolongats de temps per detectar tendències en els índexs de població.
Alguns usos de les dades recollides mitjançant el mostreig amb xarxes japoneses són:
- Marca-recaptura pel mostreig de població.
- Captura humana i reubicació de petits ocells o ratpenats.
- Etiquetatge i seguiment.
- Prova de salut d'espècies d'ocells o ratpenats i per a estudis d'ectoparàsits.
- Examen de la fenologia aviària en resposta a variables climàtiques i altres.
- Examen de patrons de muda.

Com que encara hi ha debat sobre si aquestes tècniques proporcionen dades precises o no, es suggereix que la xarxa japonesa s'utilitzi com a complement dels mètodes d'observació auditius i visuals.
Un dels principals desavantatges de les xarxes japoneses és que les xifres capturades només poden representar una petita proporció de la mida real de la població. La xarxa japonesa és un mètode únic, ja que proporciona estimacions demogràfiques durant totes les estacions i ofereix guies valuoses sobre l'abundància relativa de determinades espècies o ocells i/o ratpenats.

## Estudi d'exemple

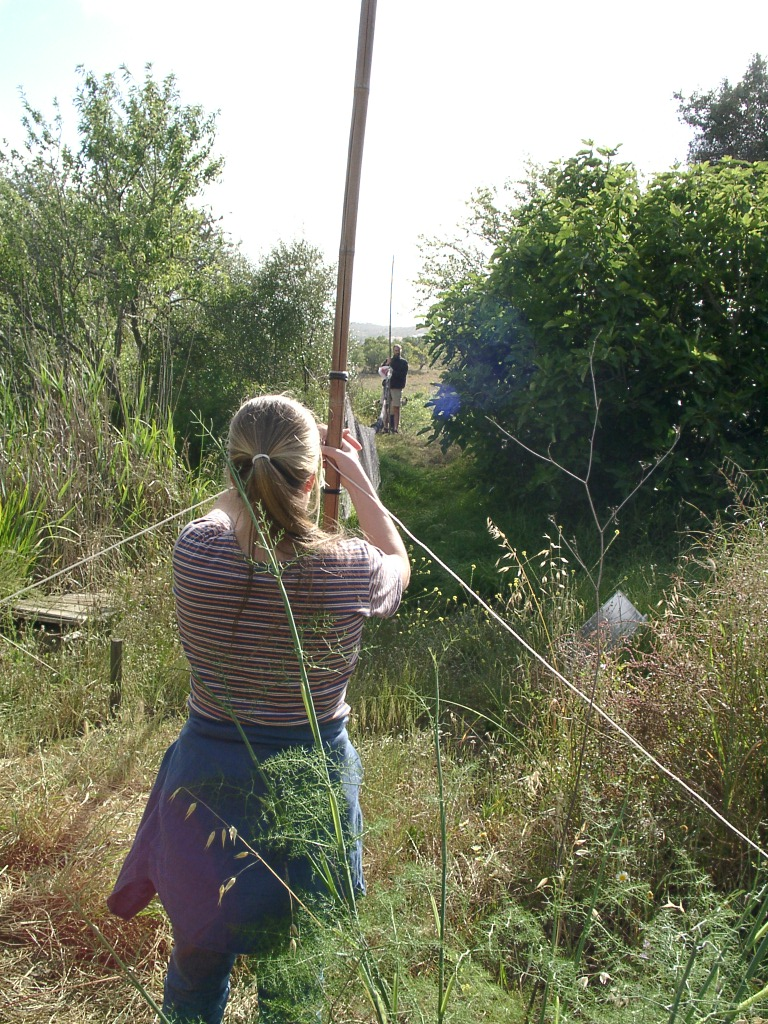
Instal·lació d'una xarxa japonesa.

Les xarxes japoneses poden ser eines importants per recopilar dades per revelar condicions ecològiques crítiques en una varietat de situacions. Aquest estudi resum, "Effects of forest fragmentation on amazonian understory bird communities", de Richard O. Bierregaard i Thomas E. Lovejoy, va utilitzar xarxes japoneses per analitzar els efectes de la fragmentació del bosc en les comunitats d'ocells del sotabosc al bosc de terra ferma de l'Amazònia central.
Les dades dels programes intensius de marcatge-recaptura amb xarxes japoneses sobre ocells del sotabosc de reserves forestals aïllades es van comparar amb les dades prèvies a l'aïllament de les mateixes reserves per investigar els canvis relacionats amb l'aïllament del bosc continu. Els ocells estudiats eren de diversos grups ecològics, inclosos nectarívors, insectívors, frugívors, espècies que s'alimenten de formigues i espècies en estols. El mostreig periòdic del programa de captura amb xarxa japonesa va proporcionar la base quantitativa d'aquest projecte. Les reserves, de mides variades entre 1 i 10 hectàrees, dins del lloc del projecte Dinàmica Biològica dels Fragments Forestals (PDBFF) es van mostrejar amb transsectes de xarxes japoneses col·locades cada tres o quatre setmanes. Les taxes de captura de reserves aïllades es van comparar amb les taxes prèvies a l'aïllament per mesurar els canvis en la mida de la població i/o l'activitat aviària a causa de l'aïllament. Les dades es van analitzar de les maneres següents: taxes de captura per xarxa i hora en funció del temps des de l'aïllament, percentatge de recaptura en funció del temps des de l'aïllament, distribució de l'abundància d'espècies en funció del rang d'espècies per abundància, percentatge d'individus agrupats segons espècies i estratègia d'alimentació i, finalment, les taxes de captura per xarxa i hora en reserves aïllades contra les taxes de captura per xarxa i hora en boscos continus. Un resum dels resultats i la discussió, tal com van afirmar Bierregaard i Lovejoy, és el següent:
...canvis a la comunitat aviària del sotabosc en parcel·les aïllats. Després de l'aïllament, les taxes de captura augmenten significativament a mesura que els ocells que fugen del bosc talat entren en nous fragments de bosc. El moviment cap a i des de la reserva està limitat, com ho demostra un augment dels percentatges de recaptura després de l'aïllament. Les espècies d'ocells que s'alimenten de formigues van desaparèixer en el moment en què es va eliminar l'hàbitat circumdant d'àrees d'1 i 10 ha. El complex d'espècies mixtes d'estols d'insectívors típics dels boscos amazònics es va deteriorar en els 2 anys posteriors a l'aïllament de fragments de bosc d'1 i 10 ha. Diverses espècies d'insectívors de la capa de comprensió van canviar el seu comportament d'alimentació després de l'aïllament de petites reserves forestals.
Aquestes dades es van recollir mitjançant xarxes japoneses. Les dades dels treballs amb xarxa japonesa es poden utilitzar per obtenir una millor comprensió dels efectes ecològics dels factors que afecten els ecosistemes, com les activitats humanes o els canvis ambientals. Aquest és només un exemple de l'ús de xarxes japoneses com a eina per a les ciències ecològiques i biològiques. Les dades de la xarxa japonesa també poden tenir implicacions en la gestió dels ecosistemes.

## Desavantatges

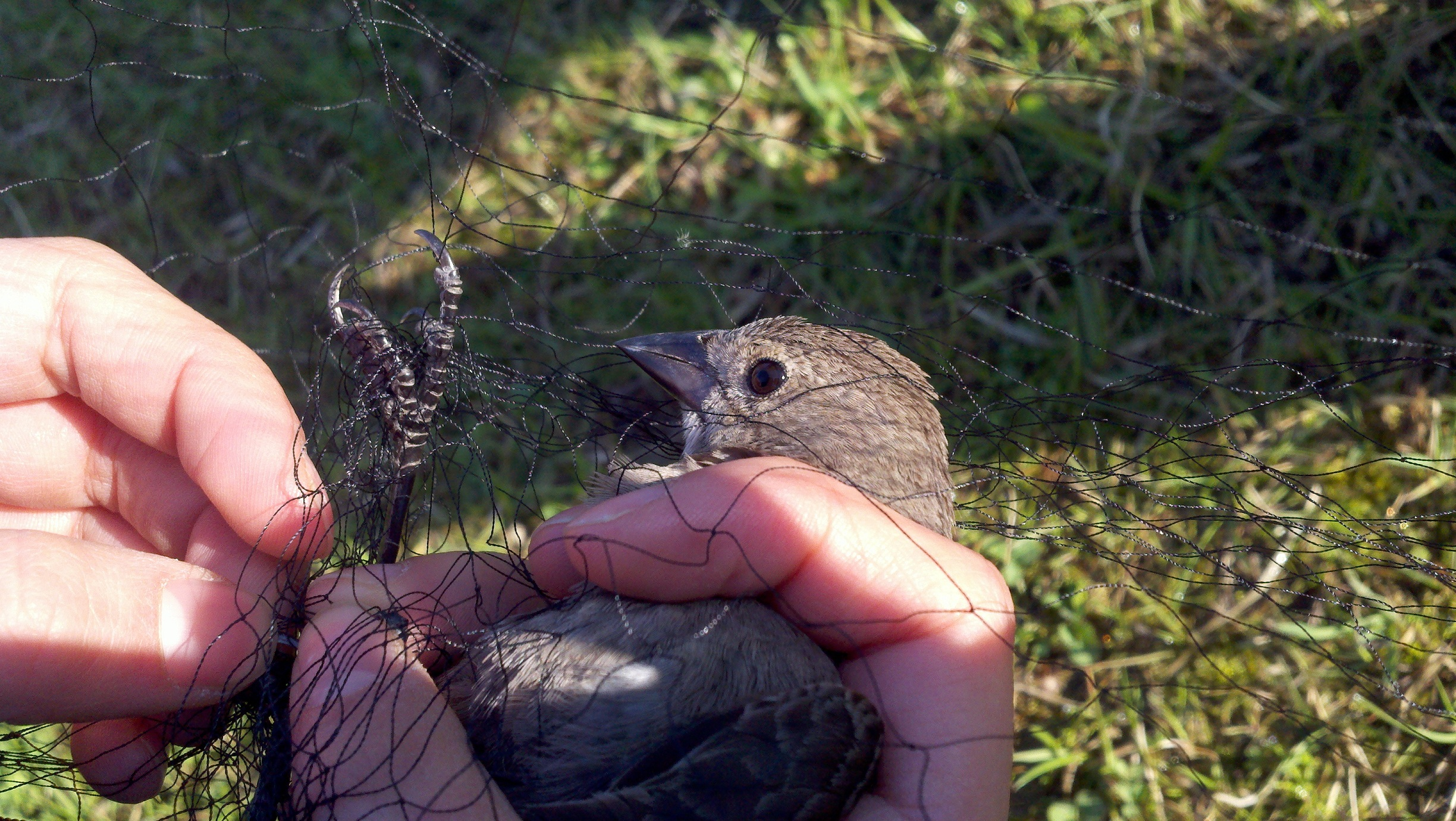
Una femella de vaquer capbrú (Molothrus ater) sent alliberada d'una xarxa japonesa.

L'ús de xarxes japoneses té diversos inconvenients. La xarxa japonesa requereix molt de temps, s'han de muntar sense errors. Un animal atrapat en una xarxa s'embolica, per la qual cosa s'ha de revisar la xarxa sovint i treure l'animal el més aviat possible. Alliberar un animal d'una xarxa pot ser difícil i ha de ser fet amb cura i per personal format. Si un animal està molt embolicat, és possible que s'hagi de tallar la xarxa per evitar ferir l'animal.
Les xarxes japoneses no capturaran ocells en proporció directa a la seva presència a la zona (Remsen i Good, 1996) i poden perdre una espècie completament si està activa en diferents estrats de vegetació, com ara a el dosser. Tanmateix, poden proporcionar un índex de la mida de la població.
Les persones que fan servir xarxes japoneses han de tenir cura i estar ben entrenaments, ja que el procés de captura pot perjudicar els ocells. Un estudi va trobar que la taxa mitjana de lesions dels ocells és més baixa que qualsevol altre mètode d'estudi dels vertebrats, entre el 0 i el 0,59%, mentre que la taxa de mortalitat mitjana és entre el 0 i el 0,23%.
Tot i que és rar, hi ha estudis indiquen que els ocells més grossos poden ser més propensos a patir lesions a les cames i hemorràgies internes mentres que els mentre que els ocells més petits eren més propensos a l'estrès, les lesions relacionades amb l'embolic i la tensió alar. Els factors que afecten la lesió i la taxa de mortalitat són l'error humà durant la manipulació de l'espècie, l'època de l'any, l'hora del dia de la captura, els depredadors a la zona i la mida/ material de la xarxa japonesa.

## Anelladors

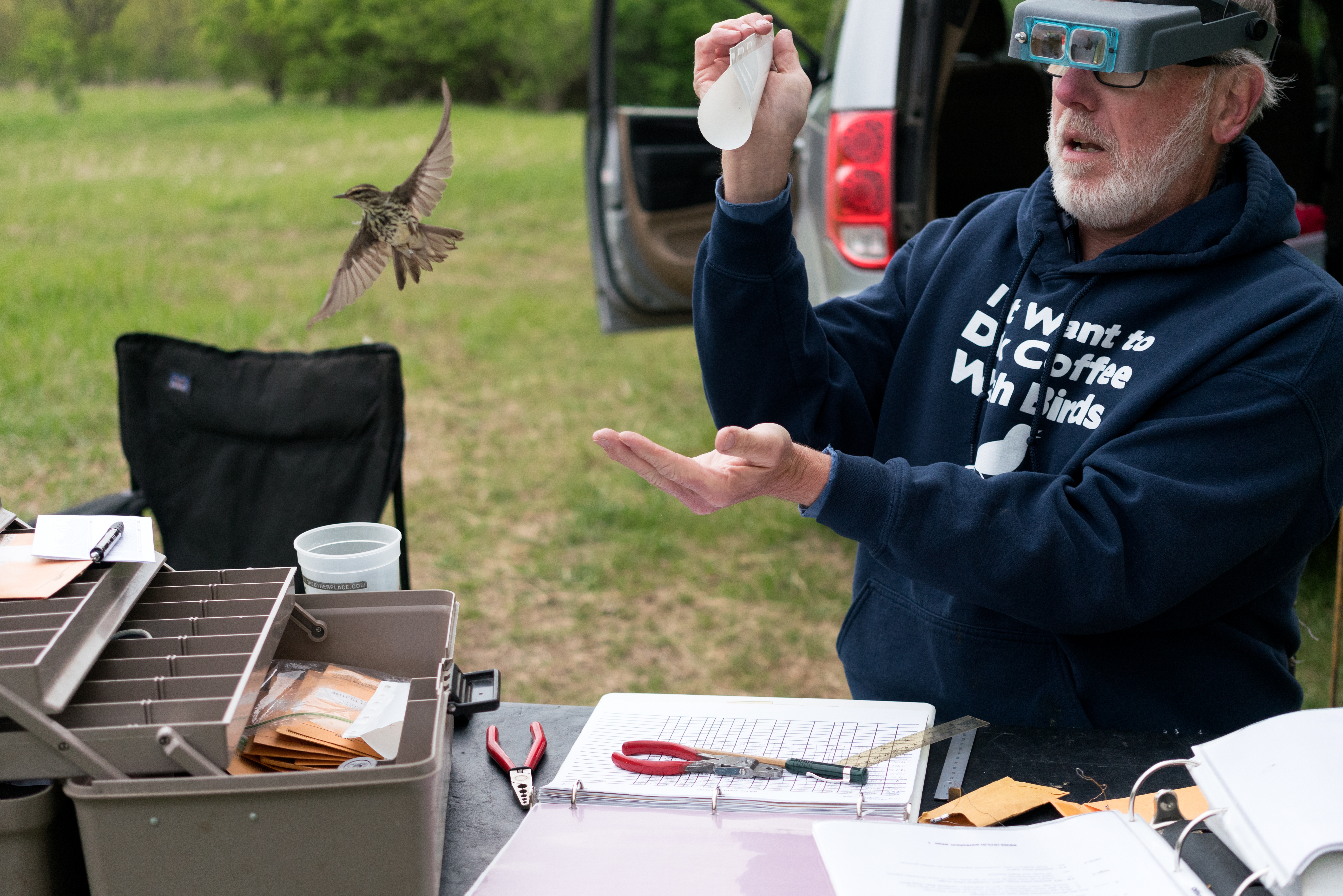
Un anellador allibera una bosquerola xivitona (Parkesia noveboracensis) després de l'estudi científic.

Les persones que s'encarreguen d'anellar ocells i altres animals perquè puguin ser rastrejats s'anomenen anelladors. Són els responsables dels animals capturats i, per tant, apliquen el seu entrenament buscant senyals d'estrès (per als ocells, com esbufecs, cansament, tancament d'ulls i aixecar les plomes). Sense aquesta precaució, els animals es poden ferir greument.
Per tal d'anellar un ocell o un ratpenat, cal tenir un permís d'anellament Els requisits per arribar a ser anellador varien segons el país/regió i l'espècie. A Catalunya i Balears hi ha dos tipus de categoria d'anellador d'ocells: l'expert i l'auxiliar. L'accés a la primera categoria és mitjançant examen, aval de dos anelladors experts i la intervenció en la captura i marcat de 300 ocells de 30 espècies (250 i 25 a les Balears). La segona requereix també la superació d'una prova i la intervenció en la captura i marcatge d'un mínim de 500 ocells de 50 espècies. Aquesta segona categoria resulta poc funcional a efectes d'anellament ja que aquest és merament l'ajudant de l'anellador expert sense que se'l permeti anellar sol. No obstant, la tinença d'aquesta categoria suposa el reconeixement d'haver adquirit una primera fase de coneixements, prèvia a la d'anellador expert que és el realment operatiu.